# Rutas de América
Rutas de América es una competición de ciclismo en ruta masculino por etapas que se disputa en Uruguay durante la semana de Carnaval, con lo cual no tiene fecha fija y su disputa varía desde mediados de febrero hasta principios de marzo. Fue creada por el Club Ciclista Fénix en el año 1972, tomando el lugar en el calendario nacional de las Mil Millas Orientales, carrera que organizó el Club Ciclista Las Palmas hasta 1971. 
La idea original era que se corriera en varios países de América, pero esto se llevó a cabo sólo en contadas ocasiones. En 1974 fue por primera vez una prueba internacional, cuando se largó desde la Plaza de Mayo de Buenos Aires rumbo a San Pedro; luego Rosario y Colón para ingresar a Uruguay por Paysandú. Se contó con el apoyo del gobierno de Perón y del Ministerio de Bienestar Social. Se cruzó el río Uruguay en balsa desde Colón a la capital sanducera, ya que en esa época aún no estaba construido el Puente General Artigas. En 1975 se inició desde Porto Alegre para pasar por Cachoeira, San Gabriel e ingresar a suelo uruguayo por Santana do Livramento. En 1988, la prueba recorrió los tres países, llegando a Colón, Concordia y Santa Ana. En el 2005 pisó nuevamente suelo del estado de Río Grande del Sur con una etapa entre Artigas y Rivera por la ruta estadual 293.
El líder de la clasificación general viste un maillot blanco con cuatro franjas horizontales de color azul.
Previo a la creación de los Circuitos Continentales por parte de la Unión Ciclista Internacional en 2005, Rutas de América estuvo en el calendario internacional como prueba 2.6. Tras la creación de los circuitos fue insertada en el UCI America Tour como prueba 2.2 desde la edición 2009 hasta 2012. En 2013 no fue incluida en el calendario pasando a ser una carrera amateur NE (National Event).
Hasta la edición de 2008 la prueba contaba con nueve o diez etapas. A partir de 2009, cuando pasó a formar parte del UCI America Tour, se redujo, ya que la reglamentación de la Unión Ciclista Internacional limitaba la duración hasta seis jornadas. En 2013, tras recalificarse amateur se aumentó a 8 etapas y desde 2014 a 2019 se disputaron seis. Actualmente se compone de ocho etapas.
El salteño Federico Moreira, Carlos Alcántara, Matías Médici y el melense Matías Presa todos con tres victorias, son los ciclistas más laureados de la carrera.

## Palmarés

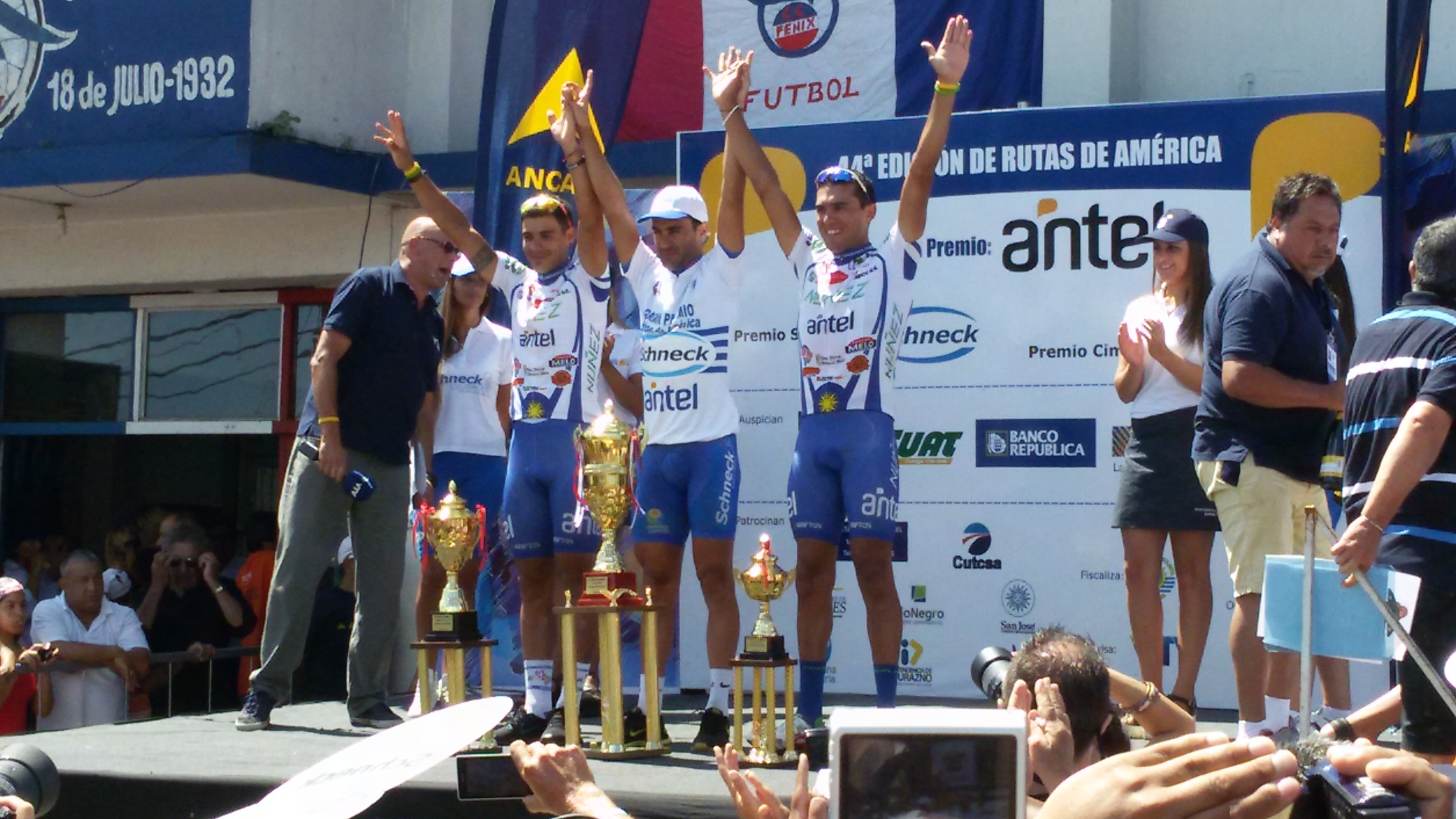
Podio de la edición de 2015.

### Individual
| Año  | Ganador (Equipo)                        | Segundo (Equipo)                                 | Tercero (Equipo)                                  |
| ---- | --------------------------------------- | ------------------------------------------------ | ------------------------------------------------- |
| 1972 | Luis Alberto Sosa (America)             | Roberto Vargas (Veloz)                           | Walter Tardáguila (America)                       |
| 1973 | Carlos Alcántara (Policial)             | Walter Garré (Delicia)                           | Alberto Ferrazán (Fénix)                          |
| 1974 | Waldemar Pedrazzi (Alas Rojas)          | Luis Conde (Fritsa)                              | Luis Evequos (Entre Ríos)                         |
| 1975 | Néstor Danilo Berti (Progreso)          | Adán Mansilla (Policial)                         | Saúl Alcántara (Caloi)                            |
| 1976 | Ramón Cañete (Policial)                 | Wilder Fagúndez (Fritsa)                         | Walter Tardáguila (El Límite)                     |
| 1977 | Ricardo Rondán (Atenas de Mercedes)     | Saúl Alcántara (Policial)                        | Wilder Fagúndez (Fritsa)                          |
| 1978 | Carlos Alcántara (Policial)             | Juan Ramón Da Silva (Fénix)                      | Gregorio Gadea (Santa Bernardina)                 |
| 1979 | Víctor Hugo González (America)          | Eduardo Rodríguez (Joselín)                      | Héctor Scayola (Fritsa)                           |
| 1980 | Carlos Alcántara (Amanecer)             | Washington Díaz (America)                        | Carlos Zárate (San Jorge)                         |
| 1981 | José Rosselló (Fénix)                   | Washington Silva (America)                       | Juan Ramón Da Silva (Policial)                    |
| 1982 | Federico Moreira (Maroñas)              | Eduardo Trillini (Policía Federal Argentina)     | Juan Carlos Haedo (Policía Federal Argentina)     |
| 1983 | Pedro Paiz (Fénix)                      | Federico Moreira (Artigas de Salto)              | Oswaldo Frossasco (Maroñas)                       |
| 1984 | José Asconeguy (Belo Horizonte)         | Gilson Alvaristo (Confederación Brasileña)       | Ricardo Rondán (Belo Horizonte)                   |
| 1985 | Ricardo Rondán (Cruz del Sur)           | Waldemar Correa (Maroñas)                        | Sergio Corujo (España-La Paz)                     |
| 1986 | Wanderlei Magalhaes (Caloi)             | Jorge Mansilla (Amanecer)                        | Gustavo de los Santos (Cruz del Sur)              |
| 1987 | Marcos Mazzaron (Caloi)                 | Alcides Etcheverry (España-La Paz)               | Ernesto Martínez (Cruz del Sur)                   |
| 1988 | Federico Moreira (Amanecer)             | Carlos García (Amanecer)                         | José Maneiro (Belo Horizonte)                     |
| 1989 | Eduardo Trillini (Fénix)                | Sergio Tesitore (España-La Paz)                  | Juan Eduardo Ikatch (Fénix)                       |
| 1990 | José María Orlando (Peñarol)            | Federico Moreira (Peñarol)                       | Nicolás Galeano (Cruz del Sur)                    |
| 1991 | Pablo Elizalde (Punta del Este)         | Alejandro Beldoratti (Peñarol)                   | Fernando Britos (Cruz del Sur)                    |
| 1992 | Gustavo Artacho (Punta del Este)        | Milton Wynants (Policial)                        | Roberto Prezioso (F. C. del Sud)                  |
| 1993 | Pablo Elizalde (Punta del Este)         | Luis Huvat (Nacional)                            | Milton Wynants (Nacional)                         |
| 1994 | Sergio Tesitore (Belo Horizonte)        | Sergio Llamazares (Belo Horizonte)               | Viatcheslav Djavanian (Izh Planeta)               |
| 1995 | Gustavo Figueredo (Belo Horizonte)      | Claus Michael Møller (Construcciones ACR)        | Sergio Tesitore (Nacional)                        |
| 1996 | Sven Teutenberg (US Postal)             | Eduardo Camarano (Cruz del Sur)                  | Marty Jemison (US Postal)                         |
| 1997 | Federico Moreira (Fénix)                | Walter Rafael Silva (Tabaré Farías)              | Gustavo Figueredo (Alas Rojas)                    |
| 1998 | Milton Wynants (Alas Rojas)             | Daniel Fuentes (Marconi)                         | Hernán Cline (Cruz del Sur)                       |
| 1999 | Emilio Carricondo (Argentina)           | Walter Pérez (Alas Rojas)                        | Javier Gómez (Alas Rojas)                         |
| 2000 | Gustavo Figueredo (Nacional)            | Alejandro Acton (Alas Rojas)                     | Carlos Sebastián Quiroga (Fénix)                  |
| 2001 | Javier Gómez (Alas Rojas)               | Federico Moreira (San Antonio de Florida)        | Hernán Cline (Nacional)                           |
| 2002 | Héctor Morales (Fénix)                  | Jorge Bravo (Peñarol)                            | Roman Luhovy (Ucrania)                            |
| 2003 | Miguel Direnna (Villa Teresa)           | Luis Martínez (San Antonio Paysandú)             | Héctor Morales (Fénix)                            |
| 2004 | Matías Medici (Fénix)                   | Miguel Direnna (Fénix)                           | Luis Martínez (Fénix)                             |
| 2005 | Matías Medici (Fénix)                   | Miguel Direnna (Villa Teresa)                    | Luis Martínez (Fénix)                             |
| 2006 | Eleno Rodríguez (Fénix)                 | Luis Martínez (Fénix)                            | Sebastián Cancio (São Caetano)                    |
| 2007 | Milton Wynants (Policial)               | Jorge Bravo (Cruz del Sur)                       | Richard Mascarañas (Alas Rojas)                   |
| 2008 | Christian Villanueva (Olímpico Juvenil) | Mauricio Maquia (Villa Teresa)                   | Álvaro Tardáguila (Alas Rojas)                    |
| 2009 | Hernán Cline (Alas Rojas)               | Ramiro Cabrera (Tacuarembó)                      | Daniel Fuentes (Olímpico Juvenil)                 |
| 2010 | Hernán Cline (Alas Rojas)               | Magno Nazaret (Scott-Marcondes)                  | Richard Mascarañas (Alas Rojas)                   |
| 2011 | Jorge Soto (Porongos)                   | Néstor Pías (Amanecer)                           | Jorge Bravo (Alas Rojas)                          |
| 2012 | Jorge Soto (BROU-Flores)                | Matías Presa (Alas Rojas)                        | Álvaro Tardáguila (Amanecer)                      |
| 2013 | Laureano Rosas (Fenix)                  | Roderyck Asconeguy (BROU-Flores)                 | Néstor Pías (Amanecer)                            |
| 2014 | Héctor Aguilar (BROU-Flores)            | Matías Presa (Schneck-Alas Rojas)                | Román Mastrángelo (Fenix)                         |
| 2015 | Néstor Pías (Schneck)                   | Matías Presa (Cerro Largo)                       | Bilker Castro (Cerro Largo)                       |
| 2016 | Héctor Aguilar (Schneck)                | Roderyck Asconeguy (Amanecer)                    | Carlos Cabrera (Schneck)                          |
| 2017 | Matías Médici (Cerro Largo)             | Matías Presa (Schneck)                           | Ignacio Maldonado (San Antonio Florida)           |
| 2018 | Matías Presa (Cerro Largo)              | Néstor Pías (Ciudad del Plata)                   | Robert Méndez (Ciudad del Plata)                  |
| 2019 | Matías Presa (Cerro Largo)              | Agustín Moreira (Cerro Largo)                    | Anderson Maldonado (Federación de Treinta y Tres) |
| 2020 | Agustín Moreira (Cerro Largo)           | Robert Méndez (Ciudad del Plata)                 | Andrés Rodríguez (Armonía Cycles Club)            |
| 2021 |                                         | Edición no realizada por la pandemia de COVID-19 |                                                   |
| 2022 | Jorge Giacinti (Cerro Largo)            | Agustín Moreira (Cerro Largo)                    | Roderyck Asconeguy (Ciudad del Plata)             |
| 2023 | Matías Presa (Cerro Largo)              | Jorge Giacinti (Cerro Largo)                     | Roderyck Asconeguy (Villa Teresa)                 |
| 2024 | Agustín Moreira (Cerro Largo)           | Roderyck Asconeguy (Club Ciclista Audax)         | Anderson Maldonado (Barrio Artigas de 33)         |

### Por equipos
| Año  | Equipo                     | País del equipo |
| ---- | -------------------------- | --------------- |
| 1972 | Club Ciclista América      | Uruguay         |
| 1973 | Club Ciclista América      | Uruguay         |
| 1974 | Alas Rojas de Santa Lucía  | Uruguay         |
| 1975 | Club Atlético Policial     | Uruguay         |
| 1976 | Club Ciclista América      | Uruguay         |
| 1977 | Federación de Rocha        | Uruguay         |
| 1978 | Club Ciclista Fénix        | Uruguay         |
| 1979 | Club Ciclista Fénix        | Uruguay         |
| 1980 | Club Ciclista Amanecer     | Uruguay         |
| 1981 | Club Ciclista América      | Uruguay         |
| 1982 | Caloi de San Pablo         | Brasil          |
| 1983 | Club Ciclista Maroñas      | Uruguay         |
| 1984 | Confederación de Brasil    | Brasil          |
| 1985 | Uruguay de Canelones       | Uruguay         |
| 1986 | Caloi de San Pablo         | Brasil          |
| 1987 | Club Ciclista Amanecer     | Uruguay         |
| 1988 | Club Ciclista Amanecer     | Uruguay         |
| 1989 | Club Ciclista Fénix        | Uruguay         |
| 1990 | Cruz del Sur               | Uruguay         |
| 1991 | Punta del Este             | Uruguay         |
| 1992 | Belo Horizonte             | Uruguay         |
| 1993 | Club Nacional de Fútbol    | Uruguay         |
| 1994 | Club Nacional de Fútbol    | Uruguay         |
| 1995 | Club Nacional de Fútbol    | Uruguay         |
| 1996 | US Postal                  | Estados Unidos  |
| 1997 | Alas Rojas de Santa Lucía  | Uruguay         |
| 1998 | Dolores Cycles Club        | Uruguay         |
| 1999 | Club Ciclista Maldonado    | Uruguay         |
| 2000 | Club Nacional de Fútbol    | Uruguay         |
| 2001 | Club Nacional de Fútbol    | Uruguay         |
| 2002 | Club Atlético Peñarol      | Uruguay         |
| 2003 | Club Ciclista Fénix        | Uruguay         |
| 2004 | Club Ciclista Fénix        | Uruguay         |
| 2005 | Club Ciclista Fénix        | Uruguay         |
| 2006 | Club Ciclista Fénix        | Uruguay         |
| 2007 | Cruz del Sur               | Uruguay         |
| 2008 | Champagnat Sprínter        | Uruguay         |
| 2009 | Alas Rojas de Santa Lucía  | Uruguay         |
| 2010 | Alas Rojas de Santa Lucía  | Uruguay         |
| 2011 | Alas Rojas de Santa Lucía  | Uruguay         |
| 2012 | BROU-Flores                | Uruguay         |
| 2013 | Club Atlético Villa Teresa | Uruguay         |
| 2014 | Schneck-Alas Rojas         | Uruguay         |
| 2015 | Schneck-Alas Rojas         | Uruguay         |
| 2016 | Schneck-Alas Rojas         | Uruguay         |
| 2017 | San Antonio Florida        | Uruguay         |
| 2018 | Ciudad del Plata           | Uruguay         |
| 2019 | Cerro Largo                | Uruguay         |
| 2020 | Ciudad del Plata           | Uruguay         |
| 2022 | Cerro Largo                | Uruguay         |
| 2023 | Cerro Largo                | Uruguay         |
| 2024 | Cerro Largo                | Uruguay         |

| Equipo             | Victorias | Años                                    |
| ------------------ | --------- | --------------------------------------- |
| Alas Rojas/Schneck | 8         | 1974-1997-2009-2010-2011-2014-2015-2016 |
| Fénix              | 7         | 1978-1979-1989-2003-2004-2005-2006      |
| Nacional           | 5         | 1993-1994-1995-2000-2001                |
| América            | 4         | 1972-1973-1976-1981                     |
| Cerro Largo        | 4         | 2019-2022-2023-2024                     |
| Amanecer           | 3         | 1980-1987-1988                          |
| Caloi              | 2         | 1982-1986                               |
| Cruz del Sur       | 2         | 1990-2007                               |

## Estadísticas

### Más victorias individuales
| Ciclista          | Victorias | Años             |
| ----------------- | --------- | ---------------- |
| Federico Moreira  | 3         | 1982, 1988, 1997 |
| Carlos Alcántara  | 3         | 1973, 1978, 1980 |
| Matías Médici     | 3         | 2004, 2005, 2017 |
| Matías Presa      | 3         | 2018, 2019, 2023 |
| Agustín Moreira   | 2         | 2020, 2024       |
| Héctor Aguilar    | 2         | 2014, 2016       |
| Jorge Soto        | 2         | 2011, 2012       |
| Hernán Cline      | 2         | 2009, 2010       |
| Milton Wynants    | 2         | 1998, 2007       |
| Gustavo Figueredo | 2         | 1995, 2000       |
| Pablo Elizalde    | 2         | 1991, 1993       |
| Ricardo Rondán    | 2         | 1977, 1985       |

| Equipo           | Victorias | Años                                                 |
| ---------------- | --------- | ---------------------------------------------------- |
| C.C. Fénix       | 9         | 1981, 1983, 1989, 1997, 2002, 2004, 2005, 2006, 2013 |
| C.C. Alas Rojas  | 7         | 1974, 1998, 2001, 2009, 2010, 2015, 2016             |
| C.C. Cerro Largo | 7         | 2017, 2018, 2019, 2020, 2022, 2023, 2024             |
| C.A. Policial    | 4         | 1973, 1976, 1978, 2007                               |
| Porongos         | 3         | 2011, 2012, 2014                                     |
| Belo Horizonte   | 3         | 1984, 1994, 1995                                     |
| Punta del Este   | 3         | 1991, 1992, 1993                                     |
| C.C. América     | 2         | 1972, 1979                                           |
| C.C. Amanecer    | 2         | 1980, 1988                                           |
| Caloi            | 2         | 1986, 1987                                           |

### Podios
| Ciclista              | Podios | 1.º            | 2.º                 | 3.º       |
| --------------------- | ------ | -------------- | ------------------- | --------- |
| Matías Presa          | 8      | 2018,2019,2023 | 2012,2014,2015,2017 | 2025      |
| Federico Moreira      | 6      | 1982,1988,1997 | 1983,1990,2001      |           |
| Roderyck Asconeguy    | 5      |                | 2013,2016,2024      | 2022,2023 |
| Milton Wynants        | 4      | 1998,2007      | 1992                | 1993      |
| Hernán Cline          | 4      | 2009,2010      |                     | 1998,2001 |
| Néstor Pías           | 4      | 2015           | 2011                | 2013,2018 |
| Luis Alberto Martínez | 4      |                | 2003,2006           | 2004,2005 |
| Carlos Alcántara      | 3      | 1973,1978,1980 |                     |           |
| Matías Médici         | 3      | 2004,2005,2017 |                     |           |
| Agustín Moreira       | 3      | 2020,2024      | 2019                |           |
| Ricardo Rondán        | 3      | 1977,1985      |                     | 1984      |
| Gustavo Figueredo     | 3      | 1995,2000      |                     | 1997      |
| Sergio Tesitore       | 3      | 1994           | 1989                | 1995      |
| Miguel Direnna        | 3      | 2003           | 2004,2005           |           |
| Agustín Moreira       | 3      | 2020           | 2019,2022           |           |
| Jorge Bravo           | 3      |                | 2002,2007           | 2011      |
| Héctor Aguilar        | 2      | 2014,2015      |                     |           |
| Jorge Soto            | 2      | 2011,2012      |                     |           |
| Héctor Morales        | 2      | 2002           |                     | 2003      |
| Álvaro Tardáguila     | 2      |                |                     | 2008,2012 |
| Richard Mascarañas    | 2      |                |                     | 2007,2010 |
| Daniel Fuentes        | 2      |                | 1998                | 2009      |
| Anderson Maldonado    | 2      |                |                     | 2019,2024 |

| Equipo                 | Podios | 1.º | 2.º | 3.º |
| ---------------------- | ------ | --- | --- | --- |
| Club Ciclista Fénix    | 19     | 9   | 3   | 7   |
| Alas Rojas             | 19     | 7   | 5   | 7   |
| Cerro Largo            | 12     | 7   | 4   | 1   |
| Policial               | 8      | 4   | 3   | 1   |
| Club Ciclista Amanecer | 8      | 2   | 4   | 2   |
| Cruz del Sur           | 7      |     | 2   | 5   |
| Belo Horizonte         | 6      | 3   | 1   | 2   |
| América                | 5      | 2   | 2   | 1   |
| Nacional               | 5      | 1   | 1   | 3   |
| Peñarol                | 4      | 1   | 3   |     |
| Porongos               | 4      | 3   | 1   |     |
| Villa Teresa           | 4      | 1   | 2   | 1   |
| Punta del Este         | 3      | 3   |     |     |
| España-La Paz          | 3      |     | 2   | 1   |
| Maroñas                | 3      | 1   | 1   | 1   |

### Palmarés por países
De las 53 ediciones, 37 fueron ganadas por ciclistas locales, y 16 por extranjeros. De estos últimos sobresalen los corredores argentinos al vencer en trece ocasiones, aunque en doce de ellas lo hacían defendiendo a un equipo uruguayo. 
| País      | Victorias |
| --------- | --------- |
| Uruguay   | 37        |
| Argentina | 13        |
| Brasil    | 2         |
| Alemania  | 1         |